# Pokémon Jet

Два «Pokémon Jet», березень 2006 року.

Pokémon Jet (яп. ポケモンジェット, Pokemon jetto) — серія літаків японської авіакомпанії «All Nippon Airways» у рекламному Покемон-лівреї. Їх корпуси та інтер'єр оформлені різною покемон-тематикою. Переважно це літаки для внутрішніх рейсів, крім Boeing 747-400 (JA8962), який мав рейси до Нью-Йорка. Останній ліврей із покемонами був виведений у 2016 році.

## Історія
«All Nippon Airways» 1 липня 1998 року, до виходу фільму «Покемон: М'юту проти М'ю», представила перших літаків, 747-400D (JA8965) та Boeing 767-300 (JA8569). Вони були оформлені зображеннями покемонів першого покоління. 
Популярність франшизи змісила компанію представити третій літак, Boeing 767-300, уже кілька через тижнів. А четвертий літак, Boeing 747-400, — у лютому 1999 року та був введений в експлуатацію в авіакомпанії північноамериканської мережі. Він відрізнявся від інших лише літерою «ANA» на кілі. Перший міжнаціональний рейс, Токіо — Нью-Йорк, відбувся 27 лютого 1999 року.
П'ятий літак оформлений переважно тематикою морських покемонів, на основі опитування дітей від 6 до 12 років. Презентація відбулася в червні 1999 року як промо-акція до виходу фільму «Покемон: Сила обраного». Перший рейс, Токіо — Осака, на Boeing 747-400D (JA8964) відбувся 20 червня 1999 року. Пізніше з'явилося ще два літаки Boeing 767-300s: JA8288 та JA8357. Для рейсів в Осаку, у травні 2004 році був експлуатований шостий літак Boeing 747-400D (JA8957). На відміну від інших він повністю мав жовтий фон корпусу. У листопаді того ж року свій перший рейс здійснив і сьомий літак зі синім фоном корпусу та символікою братів Пічу.
Останнім із серії був літак Boeing 777-300 (JA754A), що був презентований 2011 року та присвячений відеоіграм «Pokémon Black» і «White». Для вибору ліврея повинно було проводитися опитування, але його скасували через Великий східнояпонський землетрус. Цей літак іменували як «Peace Jet», тому що даний дизайн присвячений бажанню миру на всій Землі.

## Тематика
Літаки та екіпаж має тематичне оформлення світу покемонів, включаючи подушки-підголовники, уніформу стюардес, контейнери для їжі, розваги та сувеніри. Пасажири отримували інформацію про всесвіт покемонів. «All Nippon Airways» звітувала, що було спостережено зростання кількості перевезення пасажирів для літаків із лівреями покемонів.

## Список літаків
| Зображення | Тип літака      | Реєстраційний номер | Рік презентації | Рік виведення                                | Ліва сторона (від носа до хвоста)                                                | Право сторона (від носа до хвоста)                                                           |
| ---------- | --------------- | ------------------- | --------------- | -------------------------------------------- | -------------------------------------------------------------------------------- | -------------------------------------------------------------------------------------------- |
|            | Boeing 747-400D | JA8965              | 1998            | 2001 (ліврея) червень 2013 (літака)          | Клейфері, Пікачу, Тоґепі, М'ю, М'юту, Снорлакс                                   | Джіґґліпуфф, Пікачу, Псідак, Сквіртл, Бульбазавр                                             |
| 200пкс     | Boeing 767-300  | JA8569              | 1998            | 2001 (ліврея)                                | Клейфері, Пікачу, Тоґепі, М'ю, М'юту, Снорлакс                                   | Джіґґліпуфф, Пікачу, Псідак, Сквіртл, Бульбазавр                                             |
|            | Boeing 767-300  | JA8578              | 1998            | 2001 (ліврея) серпень 2017 (літака)          | Клейфері, Пікачу, Тоґепі, М'ю, М'юту, Снорлакс                                   | Джіґґліпуфф, Пікачу, Псідак, Сквіртл, Бульбазавр                                             |
|            | Boeing 747-400  | JA8962              | 1999            | 2006 (ліврея) 2010 (літака)                  | Клейфері, Пікачу, Тогепі, М'ю, М'юту, Снорлакс                                   | Джіггліпуфф, Пікачу, Псідак, Сквіртл, Бульбазавр                                             |
|            | Boeing 747-400D | JA8964              | 1999            | 2006 (ліврея) 2011 (літака)                  | Пікачу, Мерілл, Дратіні, Лапрас, Словпок, Хорсі                                  | Тогепі, Пікачу, Джіггліпуфф, Ледіба, Елекід, Мяут                                            |
|            | Boeing 767—300  | JA8288              | 1999            | 2006 (ліврея) вересень 2014 (літака)         | Пікачу, Мерілл, Дратіні, Лапрас, Словпок, Хорсі                                  | Тогепі, Пікачу, Джіггліпуфф, Ледіба, Елекід, Мяут                                            |
|            | Boeing 767—300  | JA8357              | 1999            | 2006 (ліврея)                                | Пікачу, Мерілл, Дратіні, Лапрас, Словпок, Хорсі                                  | Тогепі, Пікачу, Джіггліпуфф, Ледіба, Елекід, Мяут                                            |
|            | Boeing 747-400D | JA8957              | травень 2004    | жовтень 2013 (ліврея) листопад 2013 (літака) | Селебі, Плюсл, Мінун, Деоксіс, Торчік, Манчлакс, Джірачі, Латіос, Латіас, Пікачу | М'ю, брати Пічу, Тріко, Мадкіп, Мяут, Лугія, Ентей, Пікачу                                   |
|            | Boeing 747-400D | JA8956              | листопад 2004   | жовтень 2013 (ліврея) листопад 2013 (літака) | Пікачу, брати Пічу, М'ю, Вінаут, Азурілл, Кастформ, Беллоссом, Пікачу            | Пікачу, Мінун, Плюсл, Скіплум, Оддіш, Ігглібафф, Трапінч, Скіплум, Манчлакс, Розелія, Пікачу |
|            | Boeing 777—300  | JA754A              | 2011            | травень 2016 (ліврея)                        | Ошавотт, Пікачу, Віктіні, Зекром, Дарумака, Пансейдж, Скрэгги, Пікачу            | Тепіг, Пікачу, Снайви, Решірам, Мяут, Ексью, Мунна, Пікачу                                   |